# Neukirch/Lausitz
Neukirch/Lausitz (obersorbisch Wjazońca) ist ein Ort in der Oberlausitz und die zugehörige Gemeinde im Südosten Sachsens. Es gehört zum Landkreis Bautzen und liegt eingebettet zwischen zwei Bergzügen des Oberlausitzer Berglandes am Fuße des reich bewaldeten 587 m hohen Valtenberges.

## Geografie

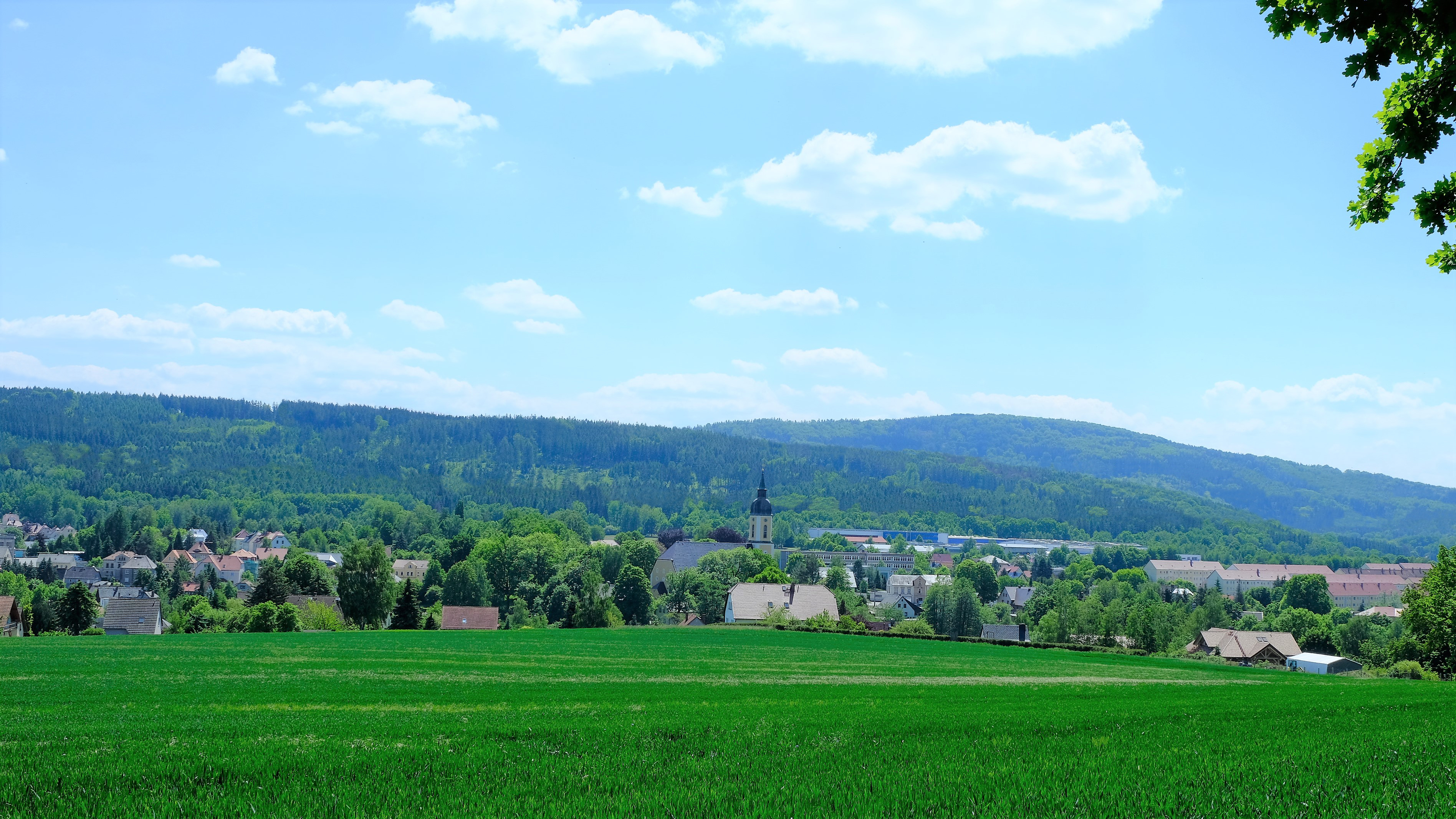
Blick auf Neukirch mit dem Valtenberg

Der Valtenberg ist der Neukircher Hausberg. An ihm entspringt die durch Neukirch fließende Wesenitz. Größere Städte in der Umgebung sind Bautzen (15 km) und Bischofswerda (12 km). Angrenzende Gemeinden sind (im Uhrzeigersinn) Doberschau-Gaußig, Wilthen und Steinigtwolmsdorf mit den Ortsteilen Ringenhain und Weifa im Landkreis Bautzen, Neustadt in Sachsen im Landkreis Sächsische Schweiz-Osterzgebirge sowie Schmölln-Putzkau im Landkreis Bautzen.

### Gemeindegliederung
Der Ort besteht aus den Gemarkungen Niederneukirch und Oberneukirch.
Zu Niederneukirch gehören die Weiler
- Hübelschenkhäuser
- Rupprechtshäuser
- Steinhübel
- Valtenhäuser
- Viehbig

Zu Oberneukirch gehören die Weiler
- Buschmühle
- Gickelshäuser
- Meyershäuser
- Richtershäuser
- Sandhübel
- Viehbighäuser

## Bevölkerung
Die Einwohnerentwicklung von Neukirch ist seit Jahren rückläufig.
Entwicklung der Einwohnerzahl:

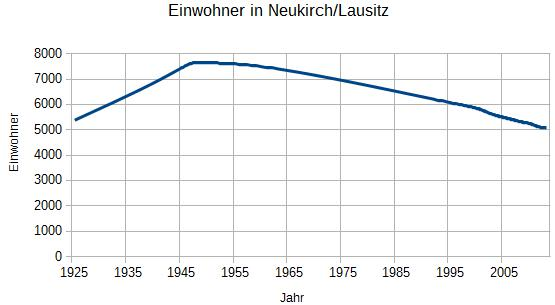
Die Entwicklung der Einwohnerzahl in Neukirch/Lausitz von 1925 bis 2013

(ab 2002 Stichtag: 31. Dezember, Quelle: Statistisches Landesamt Sachsen)
| Jahr | Einwohner |
| ---- | --------- |
| 1925 | 5382      |
| 1939 | 6778      |
| 1946 | 7563      |
| 1950 | 7648      |

| Jahr | Einwohner |
| ---- | --------- |
| 1964 | 7368      |
| 1990 | 6294      |
| 2000 | 5844      |
| 2002 | 5680      |

| Jahr | Einwohner |
| ---- | --------- |
| 2004 | 5540      |
| 2006 | 5434      |
| 2008 | 5323      |
| 2009 | 5287      |

| Jahr | Einwohner |
| ---- | --------- |
| 2010 | 5236      |
| 2011 | 5153      |
| 2012 | 5099      |
| 2013 | 5074      |

| Jahr | Einwohner |
| ---- | --------- |
| 2014 | 5043      |
| 2015 | 5066      |
| 2016 | 5011      |
| 2017 | 5004      |

| Jahr | Einwohner |
| ---- | --------- |
| 2018 | 4879      |
| 2019 | 4847      |
| 2020 | 4806      |
| 2021 | 4781      |

| Jahr | Einwohner               |
| ---- | ----------------------- |
| 2022 | 4762                    |
| 2023 | 4756                    |
| 2024 | *4754                   |
| 2025 |                         |
|      | *per 30. September 2024 |

| Niederneukirch                 | 2479 | Einwohner |
| Oberneukirch, Lausitz          | 2356 | Einwohner |
| Oberneukirch, Amtsanteil       | 346  | Einwohner |
| Oberneukirch, Steinigt. Anteil | 300  | Einwohner |
| Ringenhain, Lausitzer Seite    | 425  | Einwohner |
| Ringenhain, Meißnische Seite   | 539  | Einwohner |
| Die Gesamtparochie demnach     | 6445 | Einwohner |

## Geschichte
Um 1200 legten herbeigerufene fränkische Siedler ein Waldhufendorf an, verdrängten die ursprüngliche wendische Bevölkerung und errichteten eine neue Kirche. In der ältesten beglaubigten Urkunde, datiert: Göda den 25. Februar 1222, wird unter neun Oberlausitzer Kirchdörfern Neukirch als „Neinkirgen“ erstmals urkundlich erwähnt. Während sich der deutsche Name auf die damals neu erbaute Kirche im Ortsteil Niederneukirch bezieht, weist die sorbische Bezeichnung auf die geographische Lage an der Wesenitz hin.
Mit Datum vom 6. August 1753 schreibt der Neukircher Gerichts-Notarius Johann Theodorius Kummer in der im Turmknopf aufbewahrten Gedenkschrift:
„Neukirch, ein großes und weitläufiges, beinahe dreiviertel Meilen langes Dorf in dem Markgrafentum Ober-Lausitz und in dem Budissinischen Kreise gelegen ... welches nach dem Dorf-Gemeinde-Recht vom 24. Martii 1646 frei Stadt-Recht, Jahrmärkte abzuhalten und den Vogel abzuschießen, sowohl als in einer Kayserlichen und Königlichen Stadt hat.“
In der Nähe der Ortschaft fanden im Mai 1813 im Zusammenhang mit der Schlacht bei Bautzen Gefechte zwischen französischen und russischen Truppen statt.
Vom 12. bis 15. September 1830 fand im Ort die sogenannte Neukircher Hofrevolution statt.
In den 1850er Jahren gründeten Auswanderer in Victoria in Australien eine wendische Gemeinde, die sich auch Neukirch nannte und heute Byaduk heißt. Der erste Siedler war Johann Rentsch, der bis zu seinem Tod im Jahr 1915 dafür sorgte, dass dort Wendisch gesprochen wurde.
Der Ort bestand bis 1923 aus vier selbständigen Gemeinden
- Niederneukirch,
- Oberneukirch, Steinigtwolmsdorfer Anteil (Oberneukirch St. A.),
- Oberneukirch, Oberlausitzer Seite (Oberneukirch L. S.) und
- Oberneukirch, Amtsanteil (Stolpener Anteil; Oberneukirch A. A.).

| A., in Ober-Neukirch                                                                      | B., in Ober-Neukirch                                               | C., in Ober-Neukirch                                                                                                 | D., in Nieder-Neukirch | E., in Nieder-Neukirch                                       |
| ----------------------------------------------------------------------------------------- | ------------------------------------------------------------------ | --- | --- | ------------------------------------------------------------ |
| unter das Königliche Sächs. Amt Stolpen gehörig                                           | unter die Herrschaft zu Steinigtwolmsdorf gehörig                  | Freyherrlich Huldenbergischen Antheils                                                                               | Freyherrlich Huldenbergischen Antheils | unter das Königliche Sächsische Ober-Amt zu Budissin gehörig |
| Richter: Johann Gottlob Beck                                                              | Richter: Johann Georg Haufe                                        | Richter: Johann Gottfried Hultsch                                                                                    | Richter: Johann Christoph Dreßler | Richter: Johann Gottlieb Dreßler                             |
| Gerichtsschöppen: Johann Gottlieb Günther, Johann Gottlieb Heinke, Johann Gottlob Lehmann | Gerichtsschöppen: Johann Gottlieb Ritter, Johann Gottfried Lehmann | Gerichtsschöppen: Johann Christian Schossel, Johann Gottfried Lehmann, Carl Gottfried Neumann, Johann Traugott Wobst | Gerichtsschöppen: Johann Gottfried Hultsch, Johann Christoph Richter, Christian Gottlieb Opitz, Johann Daniel Opitz, Johann Gottlieb Thonig, Johann Gotthelf Hartmann |                                                              |

Am 15. November 1923 wurden Niederneukirch und Oberneukirch, Oberlausitzer Seite zu Neukirch am Hohwald zusammengelegt, am 13. August 1924 wurde der Name in Neukirch/Lausitz geändert. Der Zusammenschluss von Oberneukirch, Steinigtwolmsdorfer Anteil und Oberneukirch, Amtsanteil zu Oberneukirch erfolgte am 1. Februar 1925. Am 1. Juli 1928 wurde dann die Gemeinde Oberneukirch in die Gemeinde Neukirch/Lausitz eingemeindet.
Neukirch ist neben der brandenburgischen Kreisstadt Forst (Lausitz) die einzig verbliebene Gemeinde mit dem Namenszusatz Lausitz, andere Gemeinden benennen in ihren Namenszusätzen den Teil der Lausitz explizit, beispielsweise Weißwasser/Oberlausitz, oder wurden mittlerweile eingemeindet wie der Bischofswerdaer Ortsteil Schönbrunn/Lausitz.

### Gutshistorie

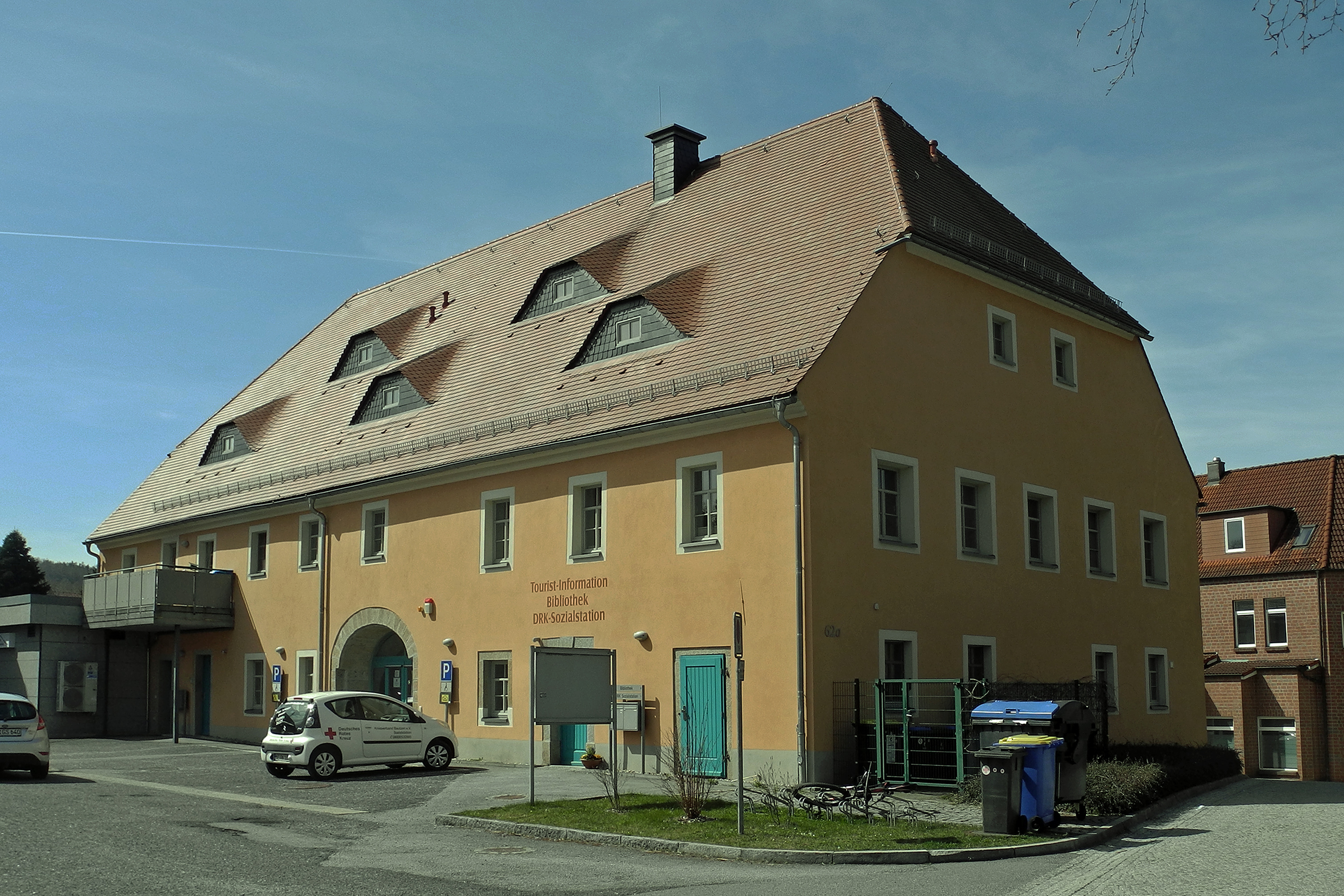
Gebäude des ehem. Oberen Ritterguts in Neukirch/Lausitz, Hauptstraße 62–62e: Wohn- und Wirtschaftsgebäude

Das ehemals ungeteilte große Gut Neukirch war im 13. und 14. Jh. das Stammhaus des Oberlausitzer Geschlechts derer von Haugwitz.
Aus diesem Gut Neukirch bildeten sich im Laufe der Zeit unter anderem die beiden Rittergüter Ober-Neukirch und Nieder-Neukirch. Ober-Neukirch gehörte vormals unter anderem der Familie von Raussendorf, Nieder-Neukirch der Familie von Burkersroda. 1711 trat die Tochter Sidonia Erdmuth von Burkersroda ihrem Ehemann Ernst Ludwig Freiherrn von Stein zum Altenstein Gut Nieder-Neukirch für 22.000 Thaler ab. Seine Belehnung durch den Landesherrn fand 1715 statt. Hinzu erwarb der neue Grundherr auch für 37.000 Thaler gesamt das Gut Ober-Neukirch, Belehnung 1716. Die nun vereinte Besitzung Ober- und Nieder-Neukirch wurde dann an Daniel Erasmus Freiherr von Huldenberg veräußert. Nachfolgend verband sich die Familie von Huldenberg mit der Familie von Oppen auf Fredersdorf in der Zauche, südlich von Potsdam gelegen. Karoline Freiin von Huldenberg (1770–1840), Erbherrin auf Ober- und Nieder-Neukirch mit Steinigt-Wolmsdorf, hatte 1790 den Hauptmann Ferdinand von Oppen-Fredersdorf geheiratet. 1840 erfolgte die preußische Erlaubnis zur Namensvereinigung zu Freiherren von Oppen zu Huldenberg, 1859 in Form der Primogenitur. Vertreter wurde Albert Freiherr von Oppen-Huldenberg, dann sein Sohn der gut situierte Oberst Hans Matthias Albert Freiherr Oppen von Huldenberg mit zeitweiligem Hauptwohnsitz in Dresden und Fredersdorf. Nach dem Genealogischen Handbuch des Adels war später der Oberleutnant d. R. Hans-Carl Freiherr von Oppen-Huldenberg (1911–1943) der letzte Grundbesitzer. Er war mit Elsita Gräfin von Reichenbach verheiratet und hatte mit ihr zwei Töchter, beide in Dresden geboren. So starb die Familie Oppen von Huldenberg aus.
| Zeitraum               | Besitzer                                                                                              | Quelle: Geschichte von Neukirch, Oberlausitzer Verlag Frank Nürnberger, Spitzkunnersdorf |
| ---------------------- | --- | --- |
| 1225                   | Sifridus de Hugwitz                                                                                   | ao. 1225: "Sifridus de Hugwitz stiftet 2 Schock Jahreszins zu der vom Oberlausitzischen Adel gegründeten Schlosskapelle zu Bautzen" siehe dazu https://www.rambow.de/geschichte-der-von-haugwitz.html |
| 1319–1330              | Ritter Thylich von Neukirch, genannt von Haugwitz                                                     | 1. Urkunde vom 21. Oktober 1319, Thylich verkauft 4 Talente Zins im Dorfe Ostro 2. Urkunde vom 24. Juni 1330, Thylich schenkt unter Zustimmung seiner Söhne dem Kloster Marienstern 8 Talente Zins zu Ostro, bedingt sich jedoch 2 Talente als lebenslanges Besitztum für seine Tochter Ute aus, die den Schleier nahm |
| zwischen 1330 und 1379 | Gelfrad, Theodor und Günther – Söhne des Thylich                                                      | |
| 1379                   | Geldfried, Rüdiger, Otto und Albert, Gebrüder von Haugwitz zu Neukirch – Söhne Theodors oder Günthers | 1. Fundationsurkunde vom 25. Oktober 1379 für den vom Budissiner Domherrn Johannes von Kaltenborn neu gestifteten „Altar der Dornenkrone Christi“ über 8 Mark wiederkäuflicher Zinsen auf das ebenfalls in ihrem Besitz befindliche Dorf Putzkau 2. Sowohl vorgehende Urkunde wie auch die Bestätigungsurkunde zum Testament Kaltenborns vom 1. Juni 1388 weisen Geldfried von Haugwitz zu Neukirch als Pfarrer zu Neukirch aus. |
| 1407                   | Heinrich von Hugewitz, Bucstul genannt, zu Nunkirchen gesessen                                        | Heinrich von Hugewitz, genannt Bucstul, gesessen zu Nunkirchen, verbürgt sich am 31. Mai 1407 urkundlich für einen Zinskauf des Franziskanerklosters zu Budissin. |
| 1412–1414              | Gunther von Hugewicz zur Nuenkirche gesessen                                                          | Als Zeugen wie als Gewährsbürgen für Bischof Rudolf von Meißen bezeichnen Urkunden der Jahre 1412–14 mehrfach einen „Gunther von Hugewicz zur Nuenkirche gesessen“. |

Im Jahr 1420 wird erstmals von Anteilsbesitz am Gut Neukirch berichtet. Dieser Anteil liegt im Meißnischen Teil von Ober-Neukirch und befand sich derzeit in den Händen  Henzels von Glubaczk (Glaubitz).
| Zeitraum              | Rittergut Ober-Neukirch | Rittergut Nieder-Neukirch | Quelle: Aus Neukirchs Vergangenheit, Verlag F. Hübschmann, Neukirch (Lausitz)                                                   |
| --------------------- | --- | --- | --- |
| 1420                  | Henzel von Glubaczk (Glaubitz) | Gebrüder von Haugwitz (1421 urkundlich) | |
| 1430                  | Nickel von Glaubitz (Sohn des Henzel) | von Haugwitz | |
| 1464                  | Christof, Nickel und Georg von Glaubitz auf Neukirch (Söhne des Nickel) bis 1467 | von Haugwitz | |
| 1489 bis 1520, vor    | Peter von Haugwitz zu Gaußig | Peter von Haugwitz zu Gaußig | |
| 1520, ab              | Jakob von Haugwitz | Heinrich von Haugwitz | im Erbgang, ein dritter Bruder Balzer von Haugwitz wurde mit „einem stucke holcz off dem niederwalde czu Newkirch“ verleibdingt |
|                       | Jakob von Haugwitz hatte sich für Peter von Kopperitz auf Sohland mit seinem Vermögen verbürgt. Als dieser nun zahlungsunfähig wurde, musste er seinen Besitzstand mit erheblichen Schuldsummen belasten, die womöglich die Ursache dafür waren, dass Ober-Neukirch schon aus den Händen seiner Söhne in fremden Besitz überging. | | |
| 1609, vor 19. Februar | Hans Heinrich von Polentz zu Neukirch | Hans Heinrich von Polentz zu Neukirch | |
| 1609, ab 19. März     | | Hans Ernst von Haugwitz | |
| 1612                  | Herrmann Nostitz | Herrmann Nostitz | Lehnbrief Kaiser Matthias, Frankfurt am Main, 27. Juni 1612                                                                     |
| 1619                  | | Frau Anna Maria von Kintzschin | |
| 1629, vor             | | Hans Christoph von Bernstein | |
| 1629, ab              | | Familie Nostitz und Winkelmann | Kirchenrechnung anno 1629 |
| 1637                  | Dietrich von Taube auf Neukirch, Harthe, Häkerich, Goldbach und Frankenthal | Dietrich von Taube auf Neukirch, Harthe, Häkerich, Goldbach und Frankenthal | Caspzorii Ehrentempel der Oberlausitz                                                                                           |
| 1651                  | | Hans Adolf von Haugwitz | |
| 1657                  | | Hans Heinrich von Nostitz | gekauft von Hans Adolf von Haugwitz, Lehens-Renovation vom 28. Juli 1657 durch Churfürst Johann Georg II.                       |
| 1657                  | Johann Friedrich Knoch auf Irinum, Altdöbern und Neukirch | | |
| 1661                  | Hans Otto von Ponickau | Hans Otto von Ponickau | |
| 1693                  | | Caspar Otto von Nostitz | |
| 1702                  | Friedrich von Burkersrode | Friedrich von Burkersrode | |
| 1704                  | Wolf Conrad von Raußendorff | | |
| 1709                  | | Fräulein Sidonie Erdmuthe von Birkerode | durch Kauf von ihrem Vater Friedrich von Burkersrode am 6. August 1709                                                          |
| 1715, ab 1. Mai       | | Ernst Ludwig Freiherr Stein zum Altenstein | käufliche Abtretung seiner Ehefrau Sidonie Erdmuthe von Birkerode laut Lehnbrief vom 1. Mai 1715                                |
| 1715, ab 4. Juli      | Ernst Ludwig Freiherr Stein zum Altenstein | Ernst Ludwig Freiherr Stein zum Altenstein | |
| 1723, ab 22. Februar  | S.E. Herr Daniel Erasmus, des H.R.R. edler Panner und Freyherr von Huldenberg auf Ober- und Nieder-Warthe, Königl. Großbrittanischer und Churfürstl. Braunschweig Lüneburg´scher Geheimer Rat etc. | S.E. Herr Daniel Erasmus, des H.R.R. edler Panner und Freyherr von Huldenberg auf Ober- und Nieder-Warthe, Königl. Großbrittanischer und Churfürstl. Braunschweig Lüneburg´scher Geheimer Rat etc. | Kauf vom Vorbesitzer Freiherr Stein, Lehnbrief vom 22. Februar 1723                                                             |
| 1733, ab 14. August   | George Ludwig Erasmus Freiherr von Huldenberg auf Ober- und Nieder-Warthe, Sr. Königl. Majestät von Großbrittanien u. braunschweig´schem geh. Legations-Rat | George Ludwig Erasmus Freiherr von Huldenberg auf Ober- und Nieder-Warthe, Sr. Königl. Majestät von Großbrittanien u. braunschweig´schem geh. Legations-Rat                                        | durch Erbgang vom Vater Daniel Erasmus Freiherr von Huldenberg                                                                  |

## Politik

### Gemeinderat
- SPD: 1
- NBZ: 3
- GBN: 1
- CDU: 6
- AfD: 5

Der Gemeinderat von Neukirch/Lausitz wurde zum letzten Mal am 9. Juni 2024 gewählt.
Sitzverteilung (insgesamt 18 Sitze):
- CDU: 6 Sitze
- AfD: 5 Sitze
- Neukirch braucht Zukunft: 3 Sitze
- Gemeinschaft der Bürger Neukirchs (GBN): 1 Sitz
- SPD: 1 Sitz

| Liste                             | 2024   | 2024   | 2019   | 2019   | 2014   | 2014   |
| Liste                             | Sitze  | in %   | Sitze  | in %   | Sitze  | in %   |
| --------------------------------- | ------ | ------ | ------ | ------ | ------ | ------ |
| CDU                               | 6      | 35,2   | 8      | 37,1   | 6      | 34,3   |
| AfD                               | 5      | 30,1   | 4      | 22,6   | –      | –      |
| Neukirch braucht Zukunft          | 3      | 18,7   | 3      | 16,8   | 2      | 15,4   |
| Gemeinschaft der Bürger Neukirchs | 1      | 8,8    | 2      | 10,8   | 6      | 31,9   |
| SPD                               | 1      | 7,2    | 1      | 9,0    | 1      | 6,4    |
| FWN                               | –      | –      | –      | 3,7    | 3      | 12,0   |
| Wahlbeteiligung                   | 73,5 % | 73,5 % | 65,6 % | 65,6 % | 54,3 % | 54,3 % |

### Bürgermeister
Von 1990 bis 2001 war Dietmar Belke Bürgermeister der Gemeinde. Ihm folgte im August 2001 Gottfried Krause (seit 2009 CDU, vorher parteilos) nach, der bis zum 31. August 2015 amtierte. Seit dem 1. September 2015 ist Jens Zeiler  Bürgermeister der Gemeinde, er trat im August 2025 aus der CDU aus.
| Wahl | Bürgermeister    | Vorschlag   | Wahlergebnis (in %) |
| ---- | ---------------- | ----------- | ------------------- |
| 2022 | Jens Zeiler      | CDU         | 70,1                |
| 2015 | Jens Zeiler      | CDU         | 69,9                |
| 2008 | Gottfried Krause | Krause      | 47,9                |
| 2001 | Gottfried Krause | BI Neukirch | 65,0                |

### Zweckverband Wasserversorgung
Die Gemeinden Neukirch/Lausitz und Steinigtwolmsdorf haben den Zweckverband Wasserversorgung „Obere Wesenitz“ gebildet, jede Gemeinde stellt vier Mitglieder in der Verbandsversammlung (Bürgermeister und drei Gemeinderäte).

### Ortssignet

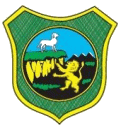
Das wappenähnliche Ortssignet Neukirchs

Neukirch führt kein Wappen, sondern ein Ortssignet, das auf das Siegelbild Oberneukirchs (Amtsanteil Stolpen) zurückgeht. Das Siegel zeigt ein auf einem Felsen stehendes Schaf oder Lamm, das von einem rechts unterhalb des Felsens befindlichen Löwen bedroht wird. Ihm wurde später ein Wappenschild hinzugefügt. Das Ortssignet, dessen Gestaltung den Regeln der Heraldik widerspricht, ist nicht als Wappen verwendbar.
Bereits 1801 und 1837 führte Oberneukirch A. A. zwei in dieser Art gestaltete Stempel. Zu dessen Bedeutung schrieb Walter Hoffmann: „Oberneukirch A. A. gehörte früher zum Stolpener Gerichtsamte. Stolpen auf dem Basaltfelsen war Festung. Das Schaf oder Kalb auf den aufgeschichteten Basaltblöcken stellt den Schützling dar, welcher durch die Festung vor seinem Verfolger, einem Löwen, einen gesicherten Platz einnimmt.“ Der Löwe könnte Sinnbild für die Familie Nostitz sein, die ihren Besitz durch Ankäufe zu jener Zeit erheblich mehrte und auch am Kauf des Gutes von Neukirch A. A. interessiert gewesen sein soll. Dessen Käufer, die freien Obereck-Bauern, wandten sich Schutz suchend an das Amt Stolpen, dem sie fortan unterstellt waren und welches ihnen das Recht brachte, ein eigenes Dienstsiegel zu führen.
Das Siegelbild Oberneukirchs L. S. zeigte „einen großen Laubbaum (wohl Linde), neben dem rechts und links je ein kleinerer Nadelbaum stand.“ Oberneukirch St. A. hatte nur einen Namensstempel und führte kein Siegelbild. Das Siegel Niederneukirchs zeigte einen Anker mit der Umschrift „Gemeinderat zu Niederneukirch“.
Am 15. November 1923 schlossen sich die Gemeinden Niederneukirch und Oberneukirch Oberlausitzer Seite unter dem Namen „Neukirch am Hohwald“ zusammen. Oberneukirch führte zu dieser Zeit auf Empfehlung des Königlich-Sächsischen Ministeriums des Innern vom Juni 1913 „der Gleichförmigkeit wegen“ das Siegelbild von Oberneukirch Amtsanteil. Eine entsprechende Siegelumschrift diente der Unterscheidung. Auf der Suche nach einem gemeinsamen Siegel konnte für den Anker Niederneukirchs weder eine geschichtliche, geografische noch wirtschaftliche Bedeutung gefunden werden. Das Ministerium des Innern in Dresden empfahl die Beibehaltung des bisherigen Siegelbildes mit dem Lamm auf dem Felsen aus dem Jahr 1801 mit dem Hinweis, dass ein kombiniertes Siegel zu überladen wirke. Im Mai 1926 wurde einstimmig beschlossen, das Siegelbild mit dem Lamm und der Umschrift Gemeinde Neukirch (Lausitz), Amtsh. Bautzen, 1926 zu führen. Die Bezeichnung Neukirch/Lausitz wurde der Gemeinde am 13. August 1924 gestattet. Zuvor führte der Ort Neukirch bei Kamenz diesen Namen.
Auch nach der Vereinigung von Oberneukirch A. A. und Oberneukirch St. S. zu Oberneukirch im Jahr 1925 und der Eingemeindung nach Neukirch/Lausitz im Jahr 1928 führte man das bewährte Siegelbild in einfacherer Form und mit anderer Umschrift weiter.

### Städtepartnerschaften
Seit 1992 ist Bönnigheim im Landkreis Ludwigsburg Partnerstadt von Neukirch/Lausitz.

## Wirtschaft und Infrastruktur

### Wirtschaftsstandort

Luftbildpanorama in der Nähe des Gewerbegebietes

Die Gemeinde Neukirch hat ein für die Oberlausitz relativ hohes Wirtschaftswachstum. Einen wesentlichen Beitrag hierzu leistet der Werkzeugmaschinenhersteller Trumpf, der mit 417 Arbeitsplätzen (Stand 2014) der größte Arbeitgeber im Ort ist. Er ist aus dem Rationalisierungsmittel- und Sondermaschinenbau des Kombinates „Fortschritt“ hervorgegangen.
Neukirch ist zudem bekannt für seine Töpfereien. So haben hier die Karl Louis Lehmann GmbH, Heinke Keramik und die Saxonia-Feinsteinzeug-Manufaktur ihren Sitz.
Auch die Textilindustrie, die in der Oberlausitz vor allem zu DDR-Zeiten beheimatet war, spielte eine Rolle. So gab es Händlerfamilien, etwa Thräne oder Wendler, die auch über Neukirch hinaus Handel trieben.
Ernst Lehmann gründete im Jahr 1893 eine Kofferfabrik mit einem Produktionsstandort an der Hauptstraße. Diese wurde nach dem Zweiten Weltkrieg verstaatlicht und in den VEB Fortschritt Landmaschinen eingegliedert. Die Produktion wurde 1960 auf Zulieferteile für das Mähdrescherwerk Bischofswerda umgestellt. Um einen Mangel an Konsumgütern zu beheben, wurde 1974 die Produktion um Jugendfahrräder erweitert. Nach der Wiedervereinigung wurde der VEB Fortschritt von der Treuhandanstalt aufgeteilt und das Werk als Sachsen Zweirad GmbH an die Firma Biria verkauft. Im Jahr 2005 wurde dieses Werk an einen US-Fonds verkauft, der die Produktion 2007 einstellte.
Mit Little John Bikes hat das erste Franchisesystem für den Fahrradeinzelhandel seinen Hauptsitz in Neukirch. Die Firma wurde 1993 als Fahrradzulieferbetrieb gegründet und 1997 zu einem Einzelhandelsunternehmen umfirmiert und startete im März 2010 das Franchisesystem. Mittlerweile gehört das Unternehmen eigenen Angaben zufolge damit zu den zehn größten Fahrradfachmärkten in Deutschland.
Seit 1696 ist in Neukirch die Herstellung von hochwertigem Zwieback belegt, dessen Produktion unverändert bis heute fortbesteht.

#### Wichtige Firmen in Neukirch
- TRUMPF Sachsen GmbH (Maschinenbau)
- Käppler & Pausch GmbH (Blechteile)
- POWER-CAST Magnetech GmbH & Co. KG (Magnesium-Druckgussteile)
- Neukircher Zwieback GmbH
- EAN Elektroanlagenbau Neukirch GmbH
- Karl Louis Lehmann GmbH (Töpferei)

### Verkehr
Von Neukirch bis Zittau führt eine gut ausgeschilderte Radroute – der Oberlausitzer Umgebindehaus-Radweg. An der Zittauer Straße nahe dem Bahnübergang gibt es eine Rettungswache.

#### Eisenbahn

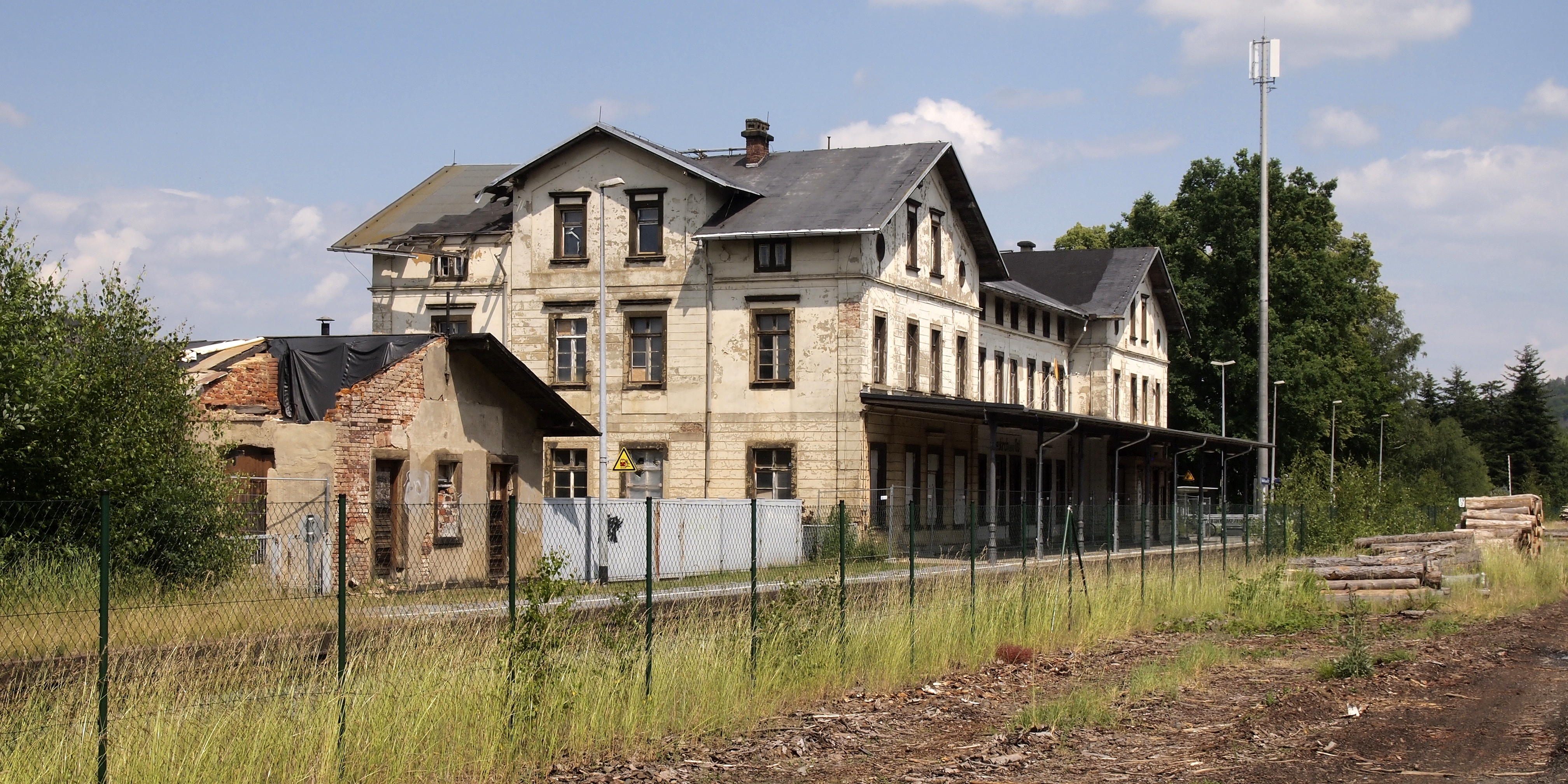
Bahnhofsgebäude Neukirch (Lausitz) Ost im Juni 2023

Für Bahnreisende stehen in Neukirch zwei Bahnhalte, (Neukirch (Lausitz) Ost und Neukirch (Lausitz) West), mit durchgehenden Verbindungen nach Dresden und Liberec sowie in der Ski-Saison vereinzelt durchgebundenen Zügen nach Tanvald im Isergebirge zur Verfügung. Hier verkehren die Regionalverkehrslinien RE 2 und RB 61 des Trilex.
Das baufällige Bahnhofsgebäude am Haltepunkt Neukirch (Lausitz) Ost stand lange Zeit leer. Eine begonnene Sanierung 2018 wurde wieder abgebrochen. Für den Eisenbahnbetrieb steht noch ein Gleis und ein Bahnsteig zur Verfügung.
Im Bahnhof Neukirch West zweigt die Bahnstrecke Neukirch West–Bischofswerda von der Bahnstrecke Bautzen–Bad Schandau ab. Bis 12. Dezember 2004 wurde letztere durchgehend mit Regionalzügen bedient, seitdem dient sie lediglich dem Güterverkehr. Am nördlichen Ortseingang von Neustadt (Sachs) wurde bald nach Betriebseinstellung ein ca. 200 Meter langes Stück der Trasse abgerissen, um eine neue Straße bauen zu können. Damit ist die landschaftlich reizvolle Strecke nicht mehr befahrbar. Das Reststück von Neukirch (Lausitz) West wird noch bis zum Steinbruch Ottendorf für Schotterzüge genutzt. Der andere verbliebene Streckenast wird von Bad Schandau bis Sebnitz, mitunter auch bis Neustadt (Sachs) befahren.

#### Bus
Über die regionalen Buslinien 115, 117, 181 sind Bischofswerda, Bautzen, Oppach und Neustadt in Sachsen (mit Anschluss nach Bad Schandau und Pirna) erreichbar.
Wie die Regionalbahnlinien sind diese Buslinien in den Verkehrsverbund Oberlausitz-Niederschlesien (ZVON) integriert.

#### Auto
Durch Neukirch führt die Bundesstraße 98, die nächsten Autobahnanschlussstellen sind Salzenforst und Burkau an der Bundesautobahn 4, etwa 13 Kilometer bzw. 17 Kilometer vom Ortszentrum entfernt.
Die Staatsstraße 119 verbindet Neukirch mit der Kreisstadt Bautzen.

#### Flugzeug
Der Flughafen Dresden ist mit Zug und Auto ca. 45 Minuten entfernt.

## Religion
Bei der Volkszählung 2011 gehörten 1806 Gemeindebürger (35,1 %) der evangelischen Kirche und 156 (3,0 %) der römisch-katholischen Kirche an. 3183 Bürger (61,9 %) gehörten einer anderen oder keiner Religionsgemeinschaft an.
Vor Ort besteht eine evangelisch-lutherische Kirchengemeinde. Die Kirche geht auf einen Bau aus dem 12. Jahrhundert zurück. Das heutige Kirchenschiff wurde ab 1723 zunächst ohne Turm errichtet. Von 1749 bis 1753 erhielt sie mit der Fertigstellung des Turmes ihre heutige Gestalt.

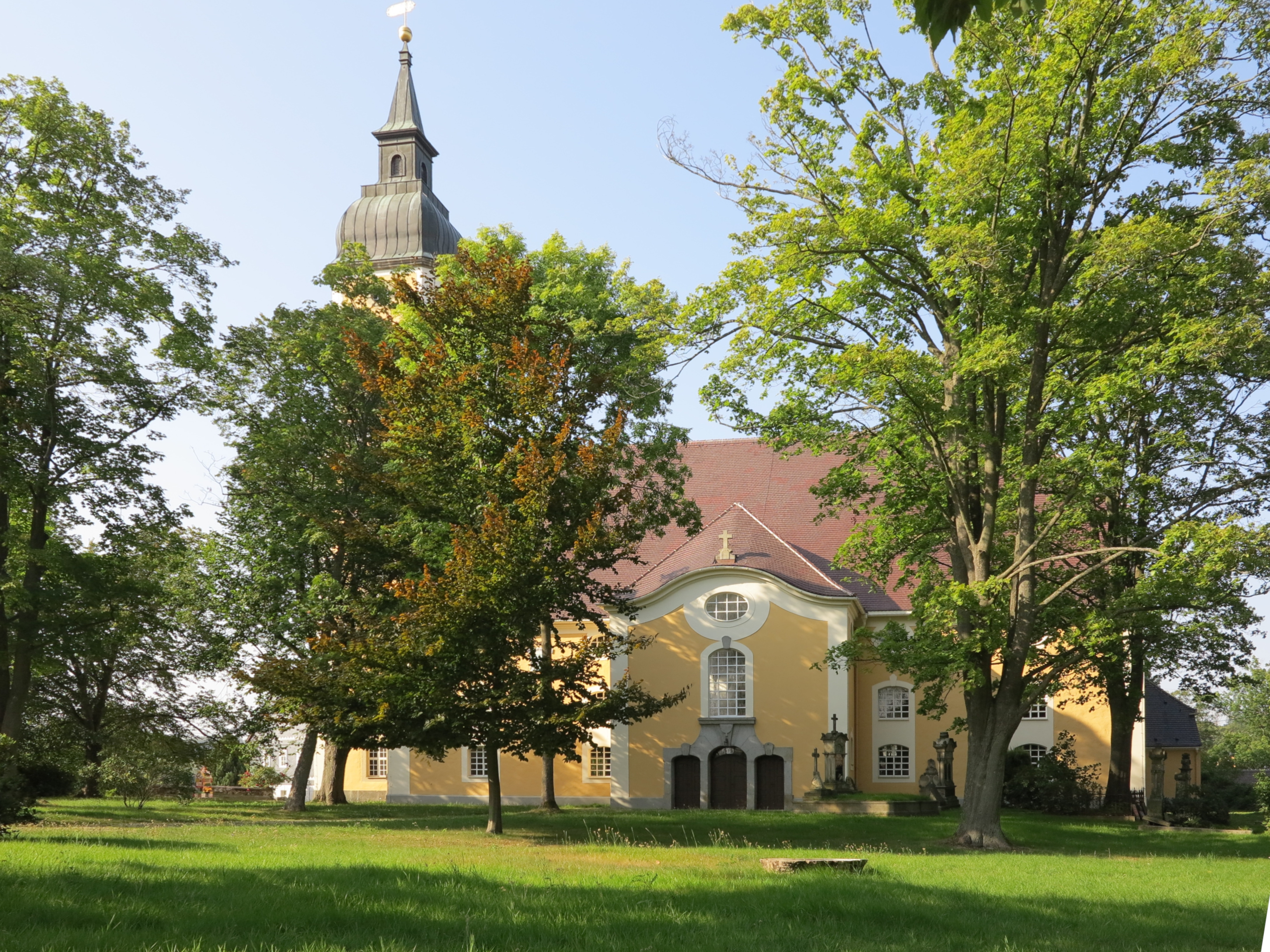
Evangelische Kirche in Neukirch

Auf dem ehemaligen Friedhof neben der ev. Kirche befinden sich mehrere Denkmale, die an die Opfer verschiedener Kriege erinnern.
Das Gemeindegebiet gehört der römisch-katholischen Pfarrei Mariä Himmelfahrt in Schirgiswalde an. Die nächstgelegene römisch-katholische Kirche ist die Kirche St. Barbara in Wilthen. Diese war bis 2007 eine eigenständige Pfarrgemeinde, die auch Neukirch umfasste und wurde in diesem Jahr mit Schirgiswalde zusammengelegt.

## Kultur

### Bildung
Neukirch hat eine Grundschule, die Lessingschule, und eine Oberschule. Die frühere Pestalozzi-Grundschule wurde im Sommer 2010 aufgrund des Gemeinderatsbeschlusses vom 10. März 2010 geschlossen. Im Jahr 2016 wurde die Pestalozzischule verkauft und als Wohnobjekt umgebaut.
Daneben gibt es mit dem von der Volkssolidarität betriebenen Naturhaus „Querx Valentin“ und der vom DRK betriebenen Heimatkindertagesstätte „Zur kleinen Feuerwehr“ zwei Kinderbetreuungseinrichtungen. Der Valtenbergwichtel e. V. hat hier seinen Stammsitz und betreibt ein Kinder- und Jugendhaus.
Im Jahr 1926 wird im „Sächsischen Erzähler“ vom Kindererholungsheim Bethlehemstift geschrieben, das sich zur Zeit Pilks in seinen Anfängen befand. Die Einzigartigkeit des Gebäudeensembles wird erwähnt und gelobt. In der Zeit der DDR wurde der Bethlehemstift als Wochenkrippe für Kinder genutzt, deren Eltern im Schichtbetrieb arbeiten mussten. Bis zum Jahr 2005 befand sich in den Gebäuden eine Förderschule für geistig behinderte Menschen.

### Ortszentrum
Das Ortszentrum bildet das ehemalige Rittergut, dort befindet sich unter anderem die Festscheune, das Heimatmuseum sowie die Gemeindebibliothek.

### Sport und Freizeit
Im Fußball spielt die 1. Herrenmannschaft des örtlichen Fußballvereins TSV 90 Neukirch aktuell (Stand 2014/15) in der 1. Kreisklasse Staffel II des Westlausitzer Fußballverbandes.
Der SV Valtenberg spielte in der Saison 2013/14 mit seiner 1. Herrenmannschaft Volleyball in der Sachsenklasse.
Daneben haben vor Ort die Motorsportfreunde „Valtental“ ihren Sitz.
Seit 1992 pflegt der Reit- und Fahrverein am Valtenberg vor Ort den Pferdesport.
Am Nordhang des Valtenberges existiert eine 750 m lange Skipiste, welche momentan nicht betreut und nur für vereinzelte Veranstaltungen genutzt wird. Rund um den Valtenberg sind bei Schnee Langlaufloipen angelegt.
Am Rittergut existiert darüber hinaus seit Frühjahr 2014 ein Skatepark, welcher stetig erweitert wird. Dieser wird betrieben vom Jugendhaus Neukirch, welches nahe der Ortsmitte angesiedelt ist. Das Jugendhaus dient als pädagogisch betreute Anlaufstelle für Kinder und Jugendliche und Standort für verschiedenste Kulturveranstaltungen.
Seit 1989 findet in Neukirch jährlich das Töpferfest statt. Anfang Oktober versammeln sich auf Einladung der Töpferfamilie Lehmann um die 85 Aussteller und über 15.000 Besucher (Stand 7. Oktober 2008, Sächsische Zeitung). Höhepunkte sind das Gesellenschlagen und der „Töppellauf“, ein Wettlauf, bei dem Geschicklichkeit und Schnelligkeit der Töpfer auf die Probe gestellt werden.
Zwischen 1953 und 2003 fand rund um die ehemalige Festhalle in der Nähe des Ostbahnhofes ein Volksfest statt. Mit deren Abriss endete diese Tradition. Im Jahr 2015 fand auf dem Gelände des ehemaligen Rittergutes erstmals wieder ein Volksfest statt.
1924 bekam der Ort sein erstes Kino. Das noch heute existierende, aber mittlerweile leerstehende Kinogebäude an der Bautzner Straße wurde 1960 errichtet.

### Vereinsleben
Zu den rund 30 in Neukirch ansässigen Vereinen gehören unter anderem:
- Jugendverein Valtenbergwichtel e. V.
- TSV 90 Neukirch
- Naturschutzzentrum „Oberlausitzer Bergland“ e. V.
- Kulturförderverein Neukircher Heimat e. V.
- Reit- und Fahrverein am Valtenberg e. V.
- TV Valtenberg e. V.
- SV Valtenberg Neukirch e. V.

### Naturschutz
- Siehe auch: Liste der Naturdenkmale in Neukirch/Lausitz

## Persönlichkeiten
In Neukirch wurden geboren:
- Johann Gottlieb Dressler (1799–1867), Psychologe und Pädagoge
- Hans Oppen von Huldenberg (1852–1918), sächsischer Oberst und Rittergutsbesitzer
- Gerhard Fritz Hensel (1910–1986), Maler
- Karlheinz Tietze (1912–1996), Internist und Sportmediziner
- Walter Hartmann (1927–1992), Jazz- und Unterhaltungsmusiker
- Egon Ludwig (* 1929), Generalmajor des DDR-Ministeriums für Staatssicherheit
- Karl-Ernst Herrmann (1936–2018), Bühnenbildner und Opernregisseur
- Werner Forkert (1940–2008), Lehrer und Ortschronist von Senftenberg
- Peter Graetz (* 1944), Schriftsteller und Theaterwissenschaftler
- Horst Kabitzsch (* 1944), Grafiker

Im Ort wirkten:
- Jurij Pilk (1858–1926), sorbischer Historiker, Komponist, Pädagoge, Heimatforscher und Musiker
- Kurt Dinter (1868–1945), Botaniker, Forstbeamter, Afrikaforscher, insbes. Südwestafrika
- Evelyn Richter (1930–2021), Fotografin
- Walter Pfützner (1933–2017), Heimatforscher und Ortschronist von Neukirch[38]